# 博斯反坦克步槍
博斯反坦克步槍（英語：Boys anti-tank rifle），亦作波埃士反坦克步槍，是第二次世界大戰初期英軍的反坦克步槍，英軍步兵排當中幾乎很普及使用，但隨著德軍坦克的裝甲越來越厚，博斯反坦克步槍越顯得無能為力，故很快就被PIAT取代，德軍在敦克爾克大撤退後擄獲大批英軍留下的博斯反坦克步槍，但德軍對此卻毫無興趣，認為已是過時的武器。

## 設計

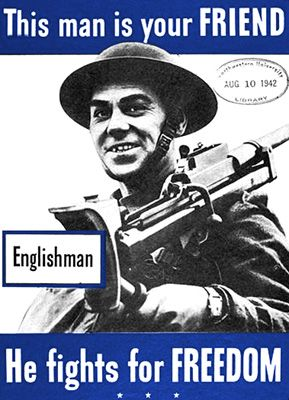
肩扛博斯反坦克槍的英軍士兵二戰宣傳海報

博斯反坦克步槍採用手動槍機，5發彈匣在機匣上方，發射內藏鋼芯的13.9×99毫米穿甲彈，能射穿在100米處的21毫米厚鋼板，由於發射時會有強大的後座力，故槍托具有缓衝器和很厚的護墊，槍口裝有減震的防火帽，英國原廠製的是圓餅形而加拿大生產的為長方形。
保留至今的博斯反坦克步槍大多已改為發射美式M2重機槍彈。

## 使用情況

### 中國
1942年中國遠征軍撤退到印度後開始獲得美援軍械建軍，但在反甲武器部分則是接收了英國軍援的博斯反坦克步槍強化基層反甲武力，國軍稱為博愛式戰車防禦槍，在彈藥消耗統計時有稱為五五戰防槍。每個步兵營都有一個配備3挺博斯反坦克步槍的反坦克班，每班13人。後續反甲兵種是置於步兵團下所屬反坦克連，分為4個排，每排有M3反坦克炮、巴祖卡火箭筒和博斯反坦克步槍各一具。
博斯反坦克步槍隨後援引租借法案成為軍援武器的一部分，租借法案統計共提供了1,269支博斯反坦克步槍給中華民國，但受運輸能量所限，實運入中國戰場的數量遠低於此。運交給國內的國民革命軍部隊，目前可知最早成立編裝之部隊始於民國三十三年（1944）底，第31集團軍領取8把，並在國民革命軍第七十八軍與國民革命軍第八十五軍各組成一戰車防禦槍隊。1945年豫西鄂北會戰期間，日軍曾佯攻河南省西峽縣，其機械化部隊在4月3日進攻西峽縣重陽店時遭七十八軍戰防槍隊伏擊，該役日軍遭擊破9輛戰車，但日軍仍成功將擊破戰車拖回搶修。
至中印公路開通後，國民革命軍至少又獲得了185挺博斯反坦克步槍，撥補給阿爾法師（半美械軍）強化戰力，其中有領取之部隊包括了國民革命軍第七十四軍，在湘西會戰時有投入作戰，但其戰術地位很快地就被巴祖卡火箭筒給取代。

### 其他
除英中兩國及部份英聯邦採用之外，蘇聯也曾透過租借法案獲得3,200挺博斯反坦克步槍，而美國海軍陸戰隊在菲律賓也有採用。
後來在韓戰，美軍部隊向加拿大軍隊借了一批博斯反坦克步槍並用作狙擊步槍以增加火力及作測試用途。

## 使用國家

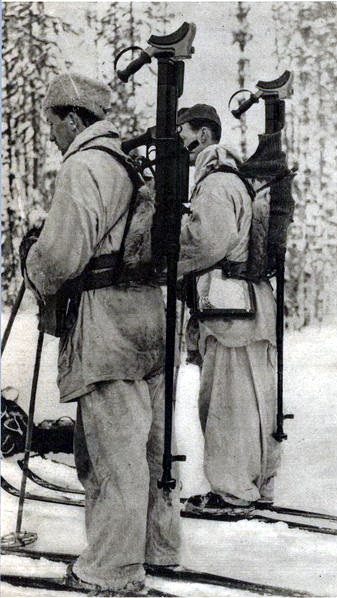
用於冬季戰爭的博斯反坦克槍

- 英国
- 美国
- 加拿大
- 中華民國
- 芬兰
- 法國
- 納粹德國
- 愛爾蘭
- 盧森堡
- 新西兰
- 菲律賓
- 苏联
- 刚果民主共和国

## 流行文化

### 電子遊戲
- 2021年—《蔚藍檔案》：角楯花凜的固有武器「Hawkeye」原型。
- 2021年—《應徵入伍》：作為同盟國BR I反戰車武器，在科技樹解鎖後可用銀弊購買。

## 外部連結
- The Boys Anti-Tank Rifle - Manuals, training and matters apropos
- AntiTank.co.uk（页面存档备份，存于）
- Winterwar.com（页面存档备份，存于）
- Jaegerplatoon.net（页面存档备份，存于）
- Digger Historyarchived from the original（页面存档备份，存于）
- An Introduction to Anti-Tank Rifle Cartridges by Anthony G Williams（页面存档备份，存于）
- The Pacific War 5: Chinese Infantry Weapons（页面存档备份，存于）
- YouTube上的Disney Boys Rifle Training